# Polar Medal
La medaglia polare (in inglese Polar Medal) è una onorificenza conferita dal Regno Unito. Istituita originariamente come medaglia artica (Arctic Medal) venne utilizzata per insignire gli esploratori che per primi percorsero il passaggio a nord-ovest.

## Storia
I primi riconoscimenti vennero conferiti all'equipaggio partito alla ricerca del disperso gruppo di uomini partito nel 1847 sotto il comando di John Franklin alla ricerca del Passaggio. Un secondo gruppo di medaglie artiche venne conferito all'equipaggio di tre navi che esplorarono l'Artico tra gli anni 1875 ed 1876.
Nel 1904 il riconoscimento prende il nome di medaglia polare e viene assegnato ai membri delle spedizioni Discovery e Nimrod comandati rispettivamente da Robert Falcon Scott ed Ernest Shackleton.
Originariamente la medaglia era concepita in argento ed in bronzo, con l'utilizzo del bronzo per insignire il personale di supporto alle spedizioni antartiche. Ad oggi la medaglia polare viene insignita soltanto in argento.
Prima del 1968 la medaglia polare era conferita a tutti i partecipanti alle spedizioni polari organizzate da qualsiasi reame del Commonwealth. Oggi tale onorificenza è assegnata soltanto a britannici che si sono distinti nelle particolari condizioni meteorologiche presenti in Artide ed Antartide.
Ad oggi sono state assegnate 880 medaglie polari d'argento e 245 medaglie polari di bronzo agli esploratori antartici contro le 73 medaglie polari d'argento conferite ad esploratori artici.